# Thomas Simpson
Thomas Simpson (sinh ngày 20 tháng 8 năm 1710 - qua đời ngày 14 tháng năm 1761 (50 tuổi) là một nhà toán học, nhà phát minh người Anh, người đã được đặt tên cho quy tắc Simpson tính gần đúng tích phân xác định. Việc gán kết phát hiện này cho ông, tính thường xuyên trong toán học, có thể gây tranh cãi: quy tắc này đã được tìm thấy 100 năm trước đó bởi Johannes Kepler, và trong tiếng Đức là cái gọi là Keplersche Fassregel.

## Tiểu sử
Simpson sinh ra tại thị Market Bosworth, Leicestershire. Là con trai của một thợ dệt, Simpson đã tự học toán học. Ở tuổi mười chín, ông kết hôn với một góa phụ tuổi năm mươi năm, có hai con. Khi còn trẻ, ông đã trở thành quan tâm đến chiêm tinh học sau khi nhìn thấy nhật thực.